# Trolejbuski promet u Rijeci
Trolejbuski promet u Rijeci djelovao je 1951. – 1969. u Rijeci. Prijevoznik je bila tvrtka Autotrolej, koja postoji i danas. Bio jedan od dva trolejbuska sustava u Socijalističkoj Republici Hrvatskoj.

## Povijest
Tijekom 1950-ih godina započele su rasprave o uvođenju trolejbusa u Rijeci, koji su smatrani bržim i modernijim od zastarjelih tramvaja. Prometna komisija Gradskog narodnog odbora dobila je dozvolu za uvođenje trolejbusa u Rijeci i kupila je talijanske FIAT-ove trolejbuse. Dana 24. listopada 1951. održana je probna vožnja na pruzi koja spajala željeznički kolodvor s talionicom olova Plumbum, a tri dana kasnije na trgu Tito pušten je u promet prvi trolejbus. Trolejbusi su se pokazali kao dobro rješenje, pa je 1952. godine trolejbusna linija produžena do Kantride. Iste godine u ljeto posljednji tramvaji su sišli s riječkih ulica, što je dalo poticaj daljnjem razvoju trolejbuskog sustava. 
Godine 1961. sustav je dosegao vrhunac svog razvoja nakon što su pokrenute nove linije i kupljeni novi trolejbusi jugoslavenske marke Končar i švicarske Oerlikon. Međutim, već 1967. godine, Gradski narodni odbor, opravdavajući svoju odluku jeftinom naftom, predstavio je plan likvidacije trolejbuskog sustava i njegove zamjene autobusima. Stanovnici Rijeke prosvjedovali su protiv ukidanju trolejbusa, ali trolejbusi su ukinuti 16. kolovoza 1969.
Unatoč likvidaciji sustava, gradski prijevoznik iz Rijeke i dalje koristi naziv "Autotrolej".